# Borrelia miyamotoi
Borrelia miyamotoi is een spirocheete bacterie uit de familie van de Spirochaetaceae. De bacterie kan overgedragen worden van mens op dier. De bacterie wordt voornamelijk verspreid door de teek Ixodes scapularis, dezelfde tekensoort die de onder andere de ziekte van Lyme verspreidt door middel van de bacterie  Borrelia burgdorferi. Een besmetting met de bacterie kan koorts, hoofdpijn, vermoeidheid en spierpijn tot gevolg hebben. Het is nog niet goed onderzocht of Borrelia miyamotoi ook terugkerende koorts veroorzaakt. In augustus 2013 ontdekten onderzoekers van het AMC Amsterdam dat de bacterie ook in Nederland voorkomt nadat iemand ermee besmet was geraakt.
Als de teek uit het ei kruipt wordt het een larve genoemd. In het larvestadium heeft de teek 6 poten in plaats van 8. De larven kruipen, nadat ze uit het ei zijn gekomen, op gras of een plant. Als een gastheer langskomt, houden ze zich vast en vinden ze een plekje op die gastheer om zich te voeden. Na het bloedmeel vallen ze eraf. Larven zijn niet besmet met de ziekte van Lyme. De larven kunnen echter wel besmet zijn met Borrelia miyamotoi, wat herhalingskoorts veroorzaakt.
De aanwezigheid van Borrelia miyamotoi kan aangetoond worden via de Phelix Phage Test, een revolutionaire manier om intracellulaire bacteriën op te sporen en te reageren op niet-gediagnosticeerde patiënten, ontwikkeld door de University of Leicester en Redlabs te Zellik. Hierbij test men op de aanwezigheid van een specifieke bacteriofaag.